# Țîra (stație c.f.), Florești
Țîra (stație de cale ferată) este un sat-stație de cale ferată din cadrul comunei Ghindești din raionul Florești, Republica Moldova.

## Demografie
Conform recensământului populației din 2004, stația c.f. Țîra avea 9 locuitori, toți moldoveni/români.